# 4168 Millan
4168 Millan este un asteroid din centura principală, descoperit pe 6 martie 1979.